# ایوتا واتسنوفسکا

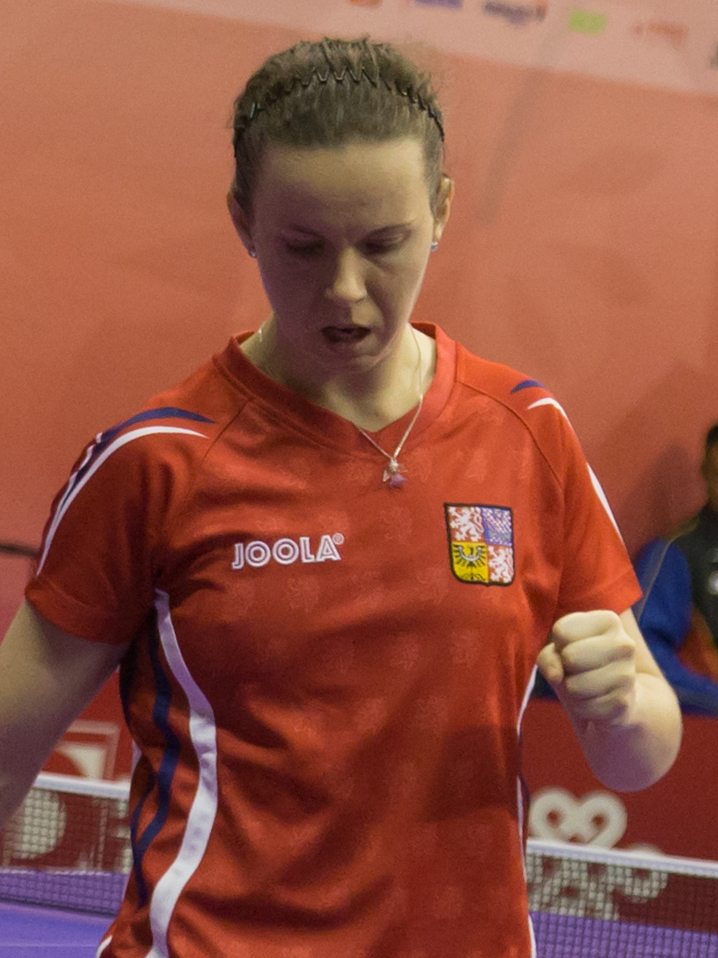
ایوتا واتسنوفسکا

ایوتا واتسنوفسکا (انگلیسی: Iveta Vacenovská؛ زادهٔ ۲۲ مارس ۱۹۸۶) یک بازیکن تنیس روی میز اهل جمهوری چک است.